# Arona (Italië)
Arona is een stad in de Italiaanse regio Piëmont, in de provincie Novara. De stad ligt op de westelijke oever van het Lago Maggiore op het zuidelijkste punt. Archeologische vondsten hebben aangetoond dat op deze plaats in het meer 3500 jaar geleden een paaldorp heeft gestaan. Het huidige Arona is ontstaan rond de elfde eeuw.
De stad is vooral bekend door de Colosso di Arona, een 23 meter hoog bronzen standbeeld van de Heilige Carolus Borromeus. Met een wenteltrap kan de top van dit beeld bereikt worden. Op de top van de Rocca d'Arona bevinden zich de resten van het door Napoleon verwoeste fort Borromeo, ooit een van grootste Italiaanse kastelen.
De belangrijkste monumenten van de plaats zijn de kerken San Graziano en Santa Maria di Loreto. Vanaf de Piazza del Popolo heeft men uitzicht op het kasteel Rocca di Angera aan de overkant van het meer.

## Geboren in Arona
- Carolus Borromeus (1538-1584), aartsbisschop van Milaan, belangrijk kerkhervormer en heilige in de rooms-katholieke kerk
- Maurilio Fossati (1876-1965), kardinaal